# Mulbjerge
Mulbjerge är kullar av moränlera på halvön Jylland i Danmark.   De ligger i Ålborgs kommun och Region Nordjylland, i den norra delen av landet, 200 km nordväst om Köpenhamn. Den högsta av kullarna, Vagten, är 48 meter hög. 
Under stenåldern, när högmossen Lille Vildmose var täckt av hav, var Mulebjerge en ö som låg 5 kilometer från resten av Himmerland.
Mulbjerge ingår i Natura 2000 området Ålborg Bugt, Randers Fjord og Mariager Fjord.